# Uwe Serafin
Uwe Serafin (* 27. März 1962 in Frankfurt am Main) ist ein deutscher Schauspieler.
Nach dem Abitur 1981 und einer wechselvollen Geschichte als Hausbesetzer in Frankfurt und Berlin zog er sich Mitte der 80er Jahre ins Wendland zurück, um seinen Deutschland-Ritt vorzubereiten. Dieser erfolgte 1986 von Klennow (Wendland) nach Frankfurt und zurück.
Die Schauspielausbildung von 1987 bis 1991 an der Schule für Schauspiel, Hamburg, schloss er mit der Eröffnungsproduktion des Schmidts Tivoli, Marlene Jaschke ist Carmen ab.
Es folgten Engagements in Bruchsal, Pforzheim, Hannover, Lübeck, Paderborn und Lüneburg. Seit 2004 auch bei den Burgfestspielen Jagsthausen, Altonaer Theater und Kammerspiele Hamburg. Serafin hat sich als sehr wandelbarer freier Theaterschauspieler einen Namen gemacht, der vom Liebhaber über den Bösewicht bis zum komischen Charakter in vielen Rollenfächern und als Darsteller in diversen Musicals auch in verschiedenen Genres zuhause ist.
2011 Mitgründer der Theatergruppe Freie Bühne Wendland und 2012 erste Regie mit Sushi für Alle von Kristof Magnusson.
Einem breiteren Publikum wurde Serafin 1999 als Richter in dem Fernsehfilm „Duell der Richter“ neben Nina Petri und Rudolf Kowalski und 2002 in dem Willy-Brandt-Film „Schatten der Macht“ von Oliver Storz bekannt.
Uwe Serafin ist mit der Schauspielerin und Regisseurin Carolin Serafin verheiratet, hat drei Kinder und wohnt im Wendland.

## Filmografie
- 1996: Tatort Südwest
- 1997: Himmelsheim
- 1997: Tatort Südwest
- 1997: Gegen den Wind
- 1997: Kinderärztin Leah
- 1998: Kommissare Südwest
- 1999: Duell der Richter
- 1999: Rosa Roth
- 2000: Alphateam – Die Lebensretter im OP
- 2000: Unter uns
- 2000, 2001 2003, 2005, 2006: Verbotene Liebe
- 2000: Ritas Welt
- 2000: Streit um drei
- 2001: Gute Zeiten, schlechte Zeiten
- 2001: Die Wache
- 2002: Schatten der Macht
- 2006: Die Rettungsflieger
- 2007: Ein Fall für B.A.R.Z.
- 2008: Rote Rosen immer wiederkehrend bis
- 2012: Rote Rosen, Kommissar Fichte

## Theater (Auswahl)
- Faust, Urfaust
- Dr. Treves, Elefantenmensch
- Marinelli, Emilia Galotti
- Andrew Wyke, Revanche, Pinter
- La Fleche, Der Geizige
- Max, Othello darf nicht platzen
- George Pigden, Außer Kontrolle
- Tiger Brown, Die Dreigroschenoper
- Anatevka
- Marlene Jaschke ist Carmen
- Slice of Saturday Night
- Herr Paul
- Himmelsstürmer